# Grande foro ischiatico
Il grande foro ischiatico si costituisce al di sotto dell'articolazione sacroiliaca ed è costituito:
- in avanti, dal margine anteriore della grande incisura ischiatica;
- indietro, dall'osso sacro;
- in basso, dal legamento sacrospinoso, tra sacro e spina ischiatica.

È diviso in due porzioni dal passaggio del muscolo piriforme: sopra e sotto piriforme.
Si trova superiormente rispetto al piccolo foro ischiatico ed è attraversato:
- nella porzione soprapiriforme: dalla arteria glutea superiore (ramo del tronco posteriore della arteria iliaca interna) e dal nervo gluteo superiore;
- nella porzione sottopiriforme: dal nervo ischiatico, dalla arteria glutea inferiore (ramo parietale del tronco anteriore dell'arteria iliaca interna), dal nervo gluteo inferiore (dal plesso sacrale) dal nervo cutaneo posteriore della coscia (dal plesso sacrale), dal nervo pudendo (ramo del plesso pudendo) e dai vasi pudendi (rami parietali dei tronchi anteriori dei vasi iliaci interni).